# Phyllostachys platyglossa
Phyllostachys platyglossa là một loài thực vật có hoa trong họ Hòa thảo. Loài này được C.P.Wang & Z.H.Yu miêu tả khoa học đầu tiên năm 1980.